# Конкурс МУХі
Конкурс МУХі (від абревіатури «Молоді Українські Художники») — премія у сфері українського сучасного мистецтва, спрямована на послідовну і тривалу роботу з підтримки українських художниць і художників на етапі їхнього становлення..
Проєкт було засновано в 2009 році кураторкою і галеристкою Мариною Щербенко та презентовано в галереї «Боттега».

## Умови участі
Участь в конкурсі беруть молоді українські художники-громадяни України віком від 21 року. Фіналістів і переможців конкурсу обирає (з 2015 року — міжнародна) комісія експертів. Художник може потрапити до складу фіналістів «МУХі» лише один раз. Переможець премії отримує грошову винагороду.

## Фіналісти й переможці

### 2011
- Олександр Алексеєнко
- Євген Андрущенко
- Тереза Барабаш
- Анна Бикова
- Юрій Білей
- Гліб Велигорський
- Михайло Доляновський
- Марія Дроздова
- Олександр Єльцин
- Наталя Зотикова
- Добриня Іванов
- Аліна Клейтман
- Павло Ковач (молодший) — друга премія
- Аліна Копиця
- Віктор Мельничук
- Міхалич
- Ірина Озарінська
- Андрій Раг
- Яна Рациборинська
- Євген Самборський — головна премія
- Ольга Селищева
- Лариса Стадник
- Катерина Старостенко та Євген Климчак — третя премія
- Ганна Філатова
- Аліна Шелковіна та Олександр Винокур
- Ірина Юрова
- Zigendemonic

### 2015
- Богдан Волинський (Харків)
- Дар'я Кольцова (Київ) — головна премія
- Дана Косміна (Київ)
- Оксана Пиж (Харків)
- Антон Саєнко (Київ) — призер
- Андрій Сакун (Київ)
- Борис Слажнєв (Київ)
- «Суповой Набор» (Петро Владіміров (Київ) Євген Королітов (Дніпропетровська обл.)) — призер
- Ома Шу (Харків)
- Ярина Шумська (Львів)

### 2017[2]
- Kinder Album (Львів)
- Михайло Алексеєнко (Київ) — головна премія
- Сергій Григорян (Івано-Франківськ)
- Олег Дімов (Одеса) — призер
- Іван Драган (Чернівці)
- Микола Карабінович (Одеса)
- Дмитро Красний (Глеваха, Київська обл.)
- Марія Прошковська (Київ) — призер
- Сергій Радкевич (Львів)
- Антон Ткаченко (Харків)
- Ольга Федорова (Харків)
- Мітя Чуріков (Київ)

### 2019[3]
- Петро Армяновський (Донецьк / Київ) — призер
- Світлана Бєдарєва (Київ / Мехіко)
- Андрій Достлєв і Лія Достлєва (Донецьк / Познань)
- Оксана Казьміна (Київ)
- Поліна Карпова (Харків / Київ)
- Ярема Малащук та Роман Хімей (Коломия / Київ) — головна премія
- Олександр Совтисік (Івано-Франківськ / Краків)
- Станіслав Холодних (Донецьк / Київ)
- Антон Шебетко (Київ / Амстердам)
- Аліна Якубенко (Київ)
- EtchingRoom 1 (Київ) — призер
- fantastic little splash (Дніпро)

### 2021[4]
- Настя Діденко (Київ)
- Юлія Захарова (Київ)
- Олександра Кадзевич (Одеса)
- Олена Ковач (Луцьк / Краків)
- Ольга Кузюра (Мостиська / Львів) — спеціальна премія
- Зоя Лактіонова (Маріуполь / Київ)
- Анна Мананкіна (Харків)
- Павла Нікітіна (Київ / Брно) — головна премія
- Олександр Сіроус (Харків / Київ)
- Марія Стоянова (Київ) — спеціальна премія